# Pitcairnia pallidiflavens
Pitcairnia pallidiflavens är en gräsväxtart som beskrevs av Werner Rauh. Pitcairnia pallidiflavens ingår i släktet Pitcairnia och familjen Bromeliaceae. Inga underarter finns listade i Catalogue of Life.